# Benito Juárez, Soledad Atzompa
Benito Juárez är en ort i Mexiko.   Den ligger i kommunen Soledad Atzompa och delstaten Veracruz, i den sydöstra delen av landet, 220 km öster om huvudstaden Mexico City. Benito Juárez ligger 2 231 meter över havet och antalet invånare är 223.
Terrängen runt Benito Juárez är varierad. Runt Benito Juárez är det ganska tätbefolkat, med 134 invånare per kvadratkilometer. Närmaste större samhälle är Orizaba, 12,5 km nordost om Benito Juárez. I omgivningarna runt Benito Juárez växer huvudsakligen savannskog.